# Nemoleon picturatus
Nemoleon picturatus är en insektsart som först beskrevs av Navás 1934.  Nemoleon picturatus ingår i släktet Nemoleon och familjen myrlejonsländor. Inga underarter finns listade i Catalogue of Life.